# Heggenrankbij
De Heggenrankbij (Andrena florea) is een bij uit het geslacht van de zandbijen (Andrena).

## Uiterlijk
De heggenrankbij heeft een bruinbehaarde kop en borststuk. Het achterlichaam is op de voorkant van het tweede segment wat rossig van tint. De bij is gemiddeld van grootte, de vrouwtjes zijn 12-13 millimeter en de mannetjes een fractie kleiner en iets fijner gebouwd.

## Voedselplant
De enige drachtplant voor de soort is de tweehuizige heggenrank en deze dient zowel voor stuifmeel als nectar. De nectar wordt gewonnen op de vrouwelijke exemplaren, het stuifmeel op de mannelijke.

## Nesten
De soort nestelt solitair of in kleine groepen in gegraven nesten gewoonlijk gemaakt in een vrij harde bodemsoort. De hoofdingang van het nest is slechts een paar centimeter diep. De soort kent geen parasiet die het nest bezoekt.

## Vliegtijd
De soort vliegt van mei tot en met augustus, wanneer de heggenrank bloeit. De hoofdvliegtijd van de vrouwelijke exemplaren is eind juni, die van de mannelijke begin juni. De soort is dan algemeen te vinden op de heggenrank. Een uitzondering zijn de duingebieden waar de soort ondanks het voorkomen van de heggenrank zeer spaarzaam voorkomt. Mogelijk heeft dit te maken met de nestkeuze voor een grondsoort die steviger is dan de zandduinen.

## Voorkomen
De soort komt verspreid over Europa voor. De bij komt vrij zeldzaam voor in Nederland en België. De populaties in de lage landen zijn stabiel en bevinden zich op droge schrale gronden alsook langs bosranden, in tuinen en spaarzaam in duingebieden.